# Karim Guédé
Karim Guédé (* 7. ledna 1985, Hamburk, Západní Německo) je slovenský fotbalový záložník a reprezentant s německým pasem, po matce původem z Toga, po otci z Francie, který momentálně působí v německém klubu SC Freiburg. Hrává na pozici defenzivního záložníka.

## Klubová kariéra
Karim Guédé se narodil v německém městě Hamburku tožské matce a francouzskému otci, zde i vyrůstal. Poté, co prošel mládežnickými výběry SC Hamm 02 a FC St. Pauli započal svou seniorskou kariéru v třetiligovém klubu z Hamburku SC Concordia von 1907. V roce 2004 přestoupil do známějšího prvoligového klubu Hamburger SV, nicméně nastupoval pouze za rezervní tým.

### FC Artmedia Bratislava
V roce 2006 přestoupil na Slovensko do mužstva FC Artmedia Bratislava, kde působil do zimní přestávky sezóny 2009/10. V Artmedii získal v sezóně 2007/08 titul ve slovenské Corgoň lize a rovněž vítězství ve slovenském poháru. V létě 2009 mu skončila smlouva a měl původně odejít do řeckého klubu Škoda Xanthi, z čehož nakonec sešlo a Guédé zůstal v Artmedii. Po postupném odchodu hráčů z Artmedie se i on stal jedním z těch, kteří přestoupili do konkurenčního Slovanu Bratislava.

### ŠK Slovan Bratislava
V dresu bratislavského Slovanu vyhrál v roce 2010 slovenský pohár a v následující sezóně i ligový titul, pomohl také v Evropské lize k postupu přes srbský tým Crvena zvezda Bělehrad.

### SC Freiburg
Ve 3. bundesligovém kole sezóny 2012/13 (15. září 2012) otevřel v 17. minutě skóre utkání proti hostujícímu Hoffenheimu, zápas skončil výhrou Freiburgu 5:3. 19. září 2013 v zápase základní skupiny Evropské ligy 2013/14 proti FC Slovan Liberec přišel na hřiště za stavu 2:0 pro Freiburg a chvíli nato byl napomínán žlutou kartu za hru rukou. V 78. minutě dostal druhou žlutou kartu za stejný prohřešek a následovalo vyloučení a nucený odchod ze hřiště. Během jeho dvanáctiminutového pobytu na hřišti navíc Liberec srovnal na konečných 2:2. Prakticky totéž se mu přihodilo i 7. listopadu 2013 v zápase s domácím mužstvem GD Estoril Praia, kde po dvou žlutých uviděl opět červenou kartu (v 88. minutě, zápas skončil remízou 0:0). Ve skupině skončil tým se ziskem 6 bodů na třetím místě a do jarních vyřazovacích bojů nepostoupil.

## Reprezentační kariéra
Karim Guédé byl v širší nominaci Toga na Mistrovství světa v roce 2006, ale kvůli zranění ramene neodehrál ani jeden zápas a později se do reprezentace již nedostal. Po pětileté lhůtě mohl nastoupit za jinou krajinu. Guédé požádal o slovenské občanství, které dostal 21. července 2011 a mohl poté nastoupit ve slovenské reprezentaci. Debutoval 10. srpna 2011 v zápase proti domácímu Rakousku, který Slovensko vyhrálo 2:1.
14. listopadu 2012 odehrál přátelský zápas s Českou republikou v Olomouci, ve druhém poločasu (76. minuta) jej nahradil na hřišti Filip Hološko. Slovenská reprezentace podlehla domácímu mužstvu 0:3. 19. listopadu 2013 dostal příležitost v přátelském utkání proti Gibraltaru, které mělo dějiště v portugalském Algarve ve městě Faro a bylo vůbec prvním oficiálním zápasem Gibraltaru po jeho přijetí za 54. člena UEFA v květnu 2013. V zápase se zrodila překvapivá remíza 0:0, za slovenský výběr nastoupili hráči z širšího reprezentačního výběru a také několik debutantů. Guédé odehrál kompletní počet minut.

## Úspěchy

### Klubové
FC Artmedia Bratislava
- 1× vítěz 1. slovenské ligy (2007/08)
- 1× vítěz slovenského poháru (2007/08)

ŠK Slovan Bratislava
- 1× vítěz 1. slovenské ligy (2010/11)
- 2× vítěz slovenského poháru (2009/10, 2010/11)